# 성탁
성탁(1959년 3월 16일 ~ )은 대한민국의 가수이다.

## 음반
- 2005년 후회없는 인생
- 2006년 성탁 2006 - 후회없는 인생
- 2008년 사랑하잖아
- 2014년 꽃이 필거야
- 2019년 내 인생의 작품
- 2023년 이쁜 여자

## 수상
- 2009년 복지TV 봉사문화대상 소년소녀가장돕기 봉사대상